# Ponto de Vecten

O ponto H é o ponto de Vecten do triângulo ABC.

No exterior de um triângulo ABC, constroem-se três quadrados sobre os três lados do triângulo . As retas que unem os centros dos quadrados aos vértices do triângulo que lhes são opostos são concorrentes: o seu ponto de interseção chama-se ponto de Vecten do triângulo.
Na figura à direita, as alturas do triângulo OAOBOC são as retas (AOA), (BOB) e (COC).

O ponto H, ortocentro de OAOBOCé o ponto de Vecten do triângulo ABC.
Pode-se igualmente ligar os quadrados interiormente, obtendo assim um segundo ponto de Vecten.